# Etiopia na Letnich Igrzyskach Olimpijskich 1992
Etiopię na Letnich Igrzyskach Olimpijskich 1992 reprezentowało 20 zawodników: 14 mężczyzn i 6 kobiet. Reprezentanci Etiopii zdobyli 3 medale (wszystkie w lekkoatletyce. Był to 7 start reprezentacji Etiopii na letnich igrzyskach olimpijskich.

## Zdobyte medale
| Medal | Zawodnik     | Dyscyplina    | Konkurencja               | Rezultat     |
| ----- | ------------ | ------------- | ------------------------- | ------------ |
| Złoto | Derartu Tulu | Lekkoatletyka | bieg na 10 000 m kobiet   | 31:06,02 min |
| Brąz  | Fita Bayisa  | Lekkoatletyka | bieg na 5000 m mężczyzn   | 13:13,03 min |
| Brąz  | Addis Abebe  | Lekkoatletyka | bieg na 10 000 m mężczyzn | 28:00,07 min |

## Skład kadry

### Kolarstwo szosowe
Mężczyźni
- Biruk Abebe - wyścig ze startu wspólnego - nie ukończył wyścigu,
- Asmelash Geyesus - wyścig ze startu wspólnego - nie ukończył wyścigu,
- Tekle Hailemikael - wyścig ze startu wspólnego - nie ukończył wyścigu,
- Biruk Abebe, Hailu Fana, Asmelash Geyesus, Daniel Tesfaye, - jazda drużynowa na 100 km na czas - 28. miejsce,

### Lekkoatletyka
Kobiety
- Zewdie Hailemariam - bieg na 800 m - odpadła w eliminacjach,
- Gete Urge - bieg na 1500 m - odpadła w eliminacjach,
- Derartu Tulu - bieg na 10 000 m - 1. miejsce,
- Tigist Moreda - bieg na 10 000 m - 18. miejsce,
- Luchia Yishak - bieg na 10 000 m - odpadła w eliminacjach,
- Addis Gezahegn - maraton - 30. miejsce,

Mężczyźni
- Mitiku Megersa - bieg na 1500 m - odpadł w eliminacjach,
- Hailu Zewde - bieg na 1500 m - odpadł w eliminacjach,
- Fita Bayisa

bieg na 5000 m - 3. miejsce,
bieg na 10 000 m - 9. miejsce,
- Worku Bikila - bieg na 5000 m - 6. miejsce,
- Addis Abebe

bieg na 5000 m - odpadł w eliminacjach,
bieg na 10 000 m - 3. miejsce,
- Tena Negere - maraton - 23. miejsce,
- Zerehune Gizaw - maraton - 61. miejsce,
- Abebe Mekonnen - maraton - nie ukończył biegu,
- Shemisu Hassan - chód na 20 km - 25. miejsce,